# تقمص عاطفي
التقمص العاطفي هي قدرة شخص على أن يضع نفسه موضع شخص آخر فكريًا وعاطفيًا ويفهم موقفه من وجهة نظره.